# Толкачёв, Михаил Фёдорович
Михаил Фёдорович Толкачёв (30 июня 1922 — 10 ноября 1998) — полковник Советской Армии, участник Великой Отечественной войны, Герой Советского Союза (1945).

## Биография
Михаил Толкачёв родился 30 июня 1922 года в деревне Дубровка (ныне — Добрушский район Гомельской области Беларуси). В 1941 году он окончил два курса Одесского техникума пищевой промышленности. В июле 1941 года Толкачёв был призван на службу в Рабоче-крестьянскую Красную Армию. В 1942 году он окончил Пензенское артиллерийское училище. С июня того же года — на фронтах Великой Отечественной войны. В боях два раза был ранен.
К апрелю 1945 года старший лейтенант Михаил Толкачёв командовал батареей 185-го отдельного истребительно-противотанкового артиллерийского дивизиона 171-й стрелковой дивизии 79-го стрелкового корпуса 3-й ударной армии 1-го Белорусского фронта. Отличился во время боёв в Германии. 16 апреля 1945 года батарея Толкачёва участвовала в прорыве немецкой обороны на западном берегу Одера с Кюстринского плацдарма, нанеся противнику большие потери. В ночь с 21 на 22 апреля 1945 года батарея, выдвинувшись вперёд, перерезала шоссейную дорогу и, отразив большое количество немецких контратак, продержалась до подхода основных сил.
Указом Президиума Верховного Совета СССР от 31 мая 1945 года за «образцовое выполнение боевых заданий командования на фронте борьбы с немецкими захватчиками и проявленные при этом мужество и героизм» старший лейтенант Михаил Толкачёв был удостоен высокого звания Героя Советского Союза с вручением ордена Ленина и медали «Золотая Звезда» за номером 7413.
Участвовал в Параде Победы. После окончания войны Толкачёв продолжил службу в Советской Армии. В 1948 году он окончил Ленинградскую высшую офицерскую артиллерийскую школу. В 1972 году в звании полковника Толкачёв был уволен в запас. Проживал в Полтаве. 
Скончался 10 ноября 1998 года, похоронен на Центральном кладбище Полтавы.

## Награды и звания
Был также награждён орденами Александра Невского, Отечественной войны I и II степеней, двумя орденами Красной Звезды и рядом медалей.

## Память

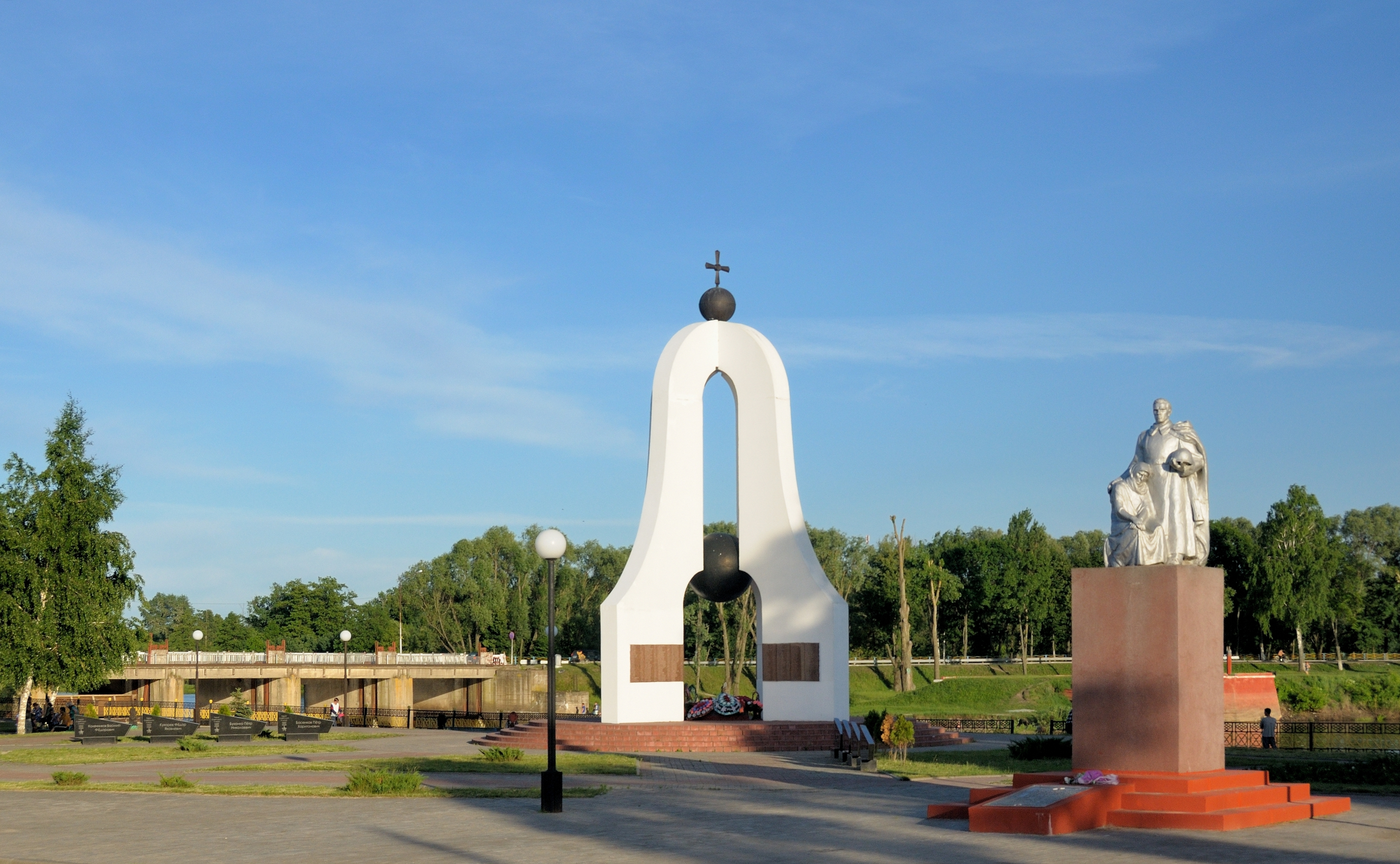
Мемориальный комплекс в Добруше

- Имя Героя на памятном знаке в честь 60-летия Победы в Полтаве.
- В Добруше (Гомельская область) на территории Мемориального комплекса «Память» установлены стелы с именами уроженцев района – Героев Советского Союза. На одной из стел указано имя М. Ф. Толкачёва.